# 石臼所城

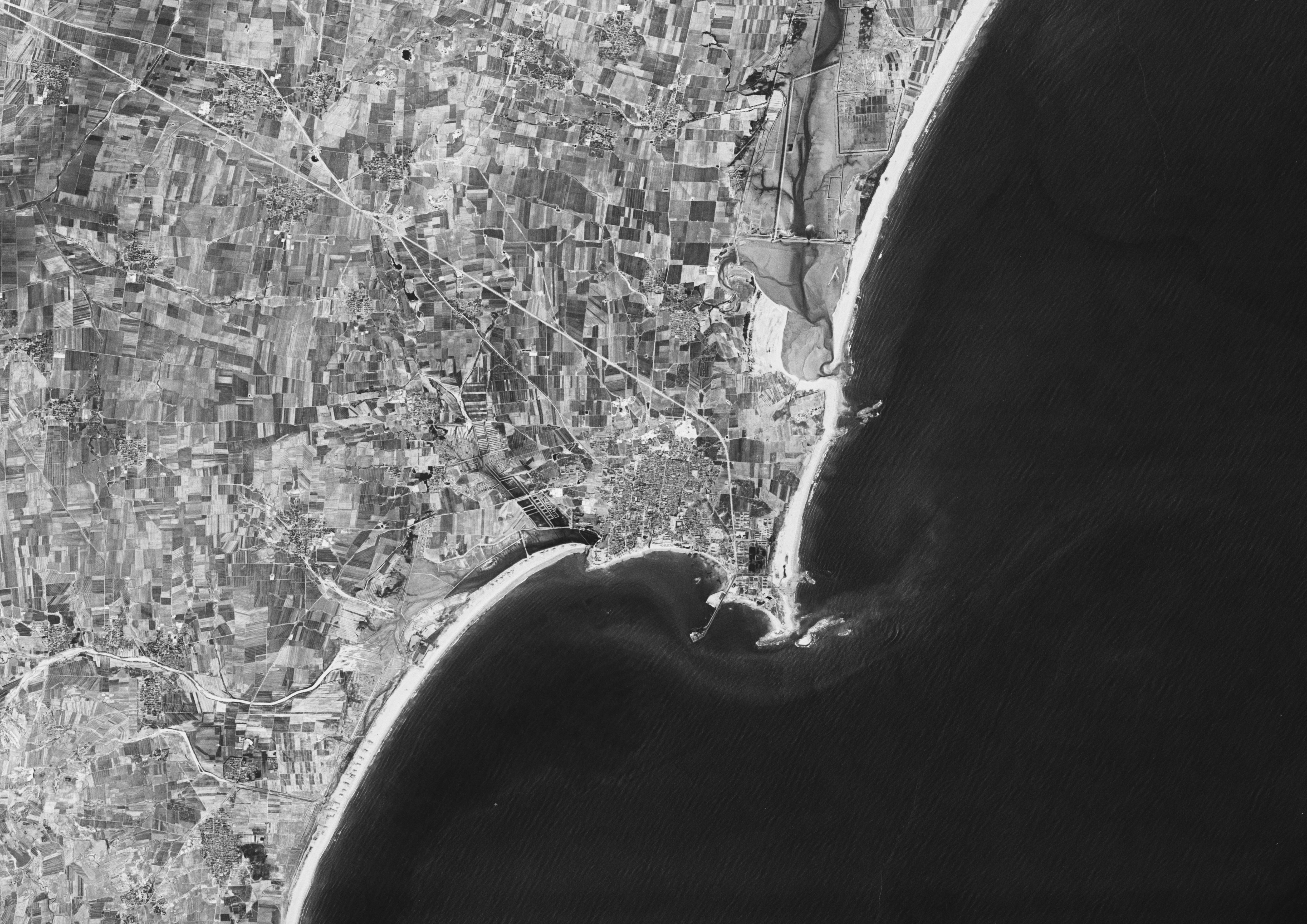
1970年原石臼所城及周边地区卫星地图。

石臼所城位于中国山东省日照市东港区石臼街道，石臼所即安东卫后千户所，为明朝设置的所，洪武十七年（1384）建置，位于安东卫城东北九十里石臼寨，介于安东卫与灵山卫之间。城墙始筑年代不详，清同治六年（1867）和光绪十一年（1885）重修，今已拆除，城内东北部尚有少量传统民居。
石臼所城东、南临海，城墙略呈方形，即今东至万安路、西至海滨二路、南至连云港路的区域。清末时城周三里余，高一丈四尺（约4.48米），厚不详，设有西南北城门三座，城内设十字街（即今新港路和十字街）。